# 현수제승법수 (경기도 유형문화재 제169호)
현수제승법수(賢首諸乘法數)는 대한민국 경기도 용인시 기흥구 상갈동 경기도박물관에 있는 조선시대의 불교 책이다. 1998년 12월 18일 경기도의 유형문화재 제169호로 지정되었다.

## 개요
이 책은 여러 법문(法文)에서 부처의 깨달음을 명수(名數)로 정형화하여 설명한 것을 수집, 수(數)를 차례로 벌려 쉽게 검색할 수 있게 엮어 놓은 일종의 사전이다. 
이 법수는 당나라 스님 현수가 엮은 구집(舊集)이 전래되지 않아 명나라 스님 행심(行深)이 다시 엮어 선덕(宣德) 2년(1427)에 간행한 명판본을 성화년간(1465∼1487)에 입수, 도인 경민이 중연을 모집하여 처음으로 연산군 6년(1500) 경상도 합천 가야산 봉서사에서 개판한 것이다. 
엮음의 체재는 권 제 1권부터 권 제 10가지에 각 숫자에 해당하는 명수를 함께 모아 배열 설명하고, 권 제 11에는 그 이상의 숫자에 해당하는 것을 일괄 수록하였으며 그 끝에《팔식심왕제문요간》을 붙이고 있다.
이 책의 현황은 목판본으로 판식은 사주쌍변이며, 규격은 세로 26㎝, 가로 16㎝이다. 비록 표지를 황지황사오침철로 개장하였으나, 책의 보존 상태는 양호하며 인쇄도 먹이 진하고 정교한 편이다. 이후에 간인된 전래본은 대부분《제승법수》의 번각계열이다.

## 같이 보기
- 현수제승법수

## 참고 문헌
- 현수제승법수 - 국가유산청 국가유산포털